# Колумбо (вулкан)
Колумбо (греч. Κολούμπο) — активный подводный вулкан в Эгейском море в 8 километрах к северо-востоку от мыса Колумбо, что на острове Тире. Имеет самый крупный конус диаметром 3 км и 1,5 км вместе с кратером из 20 подводных, выстроенных в цепочку вулканов, начиная с Санторина.

## Извержение 1650 года
Вулкан Колумбо был обнаружен в 1649—1650 годы благодаря «нарушению» морской поверхности. Его взрыв был несравним с достаточно хорошо известным минойским извержением Санторина. Этот взрыв, который произошёл в результате скопления магмы под куполом, стал незабываемым. Когда он произошёл, одновременно со склона скатился пирокластический поток и через несколько секунд оказался на берегу и склонах кальдеры Тиры, где в результате погибло более 70 человек и огромное количество животных (более 1000 особей). 
Перед взрывом несколько недель продолжалось извержение вулкана. В результате сильно повысилось давление в магматическом очаге, содержащем много газа. После оползня произошло внезапное снижение давления, газ расширился, что стало причиной сильного взрыва.
После взрыва последовало цунами, которое вызвало разрушения на островах Санторини, Иос и Сикинос. Максимальная длина волны составила 20 метров на южном берегу Иоса. На Сикиносе была затоплена территория на высоте 240 метров над уровнем моря. На восточном берегу Санторини было затоплено до 2 км2 территории.
В результате исследований в октябре 2023 года по итогам трёхмерного моделирования было доказано, что цунами было вызвано сочетанием оползня и последующего извержения вулкана.
После взрыва вулкан провалился в кальдеру, нанеся ущерб близлежащим островам на расстоянии 150 км. Также высота Колумбо после катастрофы уменьшилась на десять метров. С этого времени он перестал извергаться.

## Исследования 2010 года
Согласно исследованиям, которые были проведены в 2010 году научным судном EV Nautilus вулкан имеет 19 кратеров на глубине 18—450 метров. В ходе экспедиции 2006 года в поле вулкана было обнаружено поле активных горячих источников на глубине 500 метров (их температура достигает 224 °C), где в настоящее время образуется колчеданное месторождение подкласса Куроко. Только считанное количество таких месторождений было найдено в Мировом океане, и они представляют большой интерес из-за более высокого содержания золота и серебра по сравнению с гидротермальными источниками срединно-океанических хребтов, известными как «чёрные курильщики».
В 2006 году была проведена еще одна экспедиция, в ходе которой было установлено, что частички пемзы и вулканического пепла лежат на поверхности воды около Тиры, которые интенсивно изучаются с 1975 года.